# Trädgårdschampinjon
Trädgårdschampinjon (Agaricus bisporus, tidigare kallad Agaricus brunnescens, vita varianter kallas även Agaricus hortensis) är en svampart som först beskrevs av Jakob Emanuel Lange, och fick sitt nu gällande namn av Emil J. Imbach 1946. Trädgårdschampinjon ingår i släktet champinjoner, och familjen Agaricaceae. Arten är reproducerande i Sverige. Inga underarter finns listade i Catalogue of Life.
Bruna trädgårdschampinjoner som låtits växa stora säljs som portabello.
Odlad och i naturen plockad trädgårdschampinjon anses av Nordiska ministerrådets expertgrupp (2012) vara lämplig som handelssvamp. I naturen plockad champinjon ingick inte i de finska myndigheternas lista på handelssvamp, då risken för förväxling med bland annat vit flugsvamp ansågs för stor.
Fenylhydrazin-derivat i odlad trädgårdschampinjon kan vara genotoxiska och carcinogena. Därför rekommenderar Nordiska ministerrådets expertgrupp i sin rapport 2012 att svampen inte äts i större mängder än vad som är det vanliga i Danmark, Island, Norge och Sverige, det vill säga ungefär två kilogram per år. Gifthalten är större i rå svamp, varför den helst bör tillredas innan den äts. Kokvattnet skall helst kasseras.

## Källor

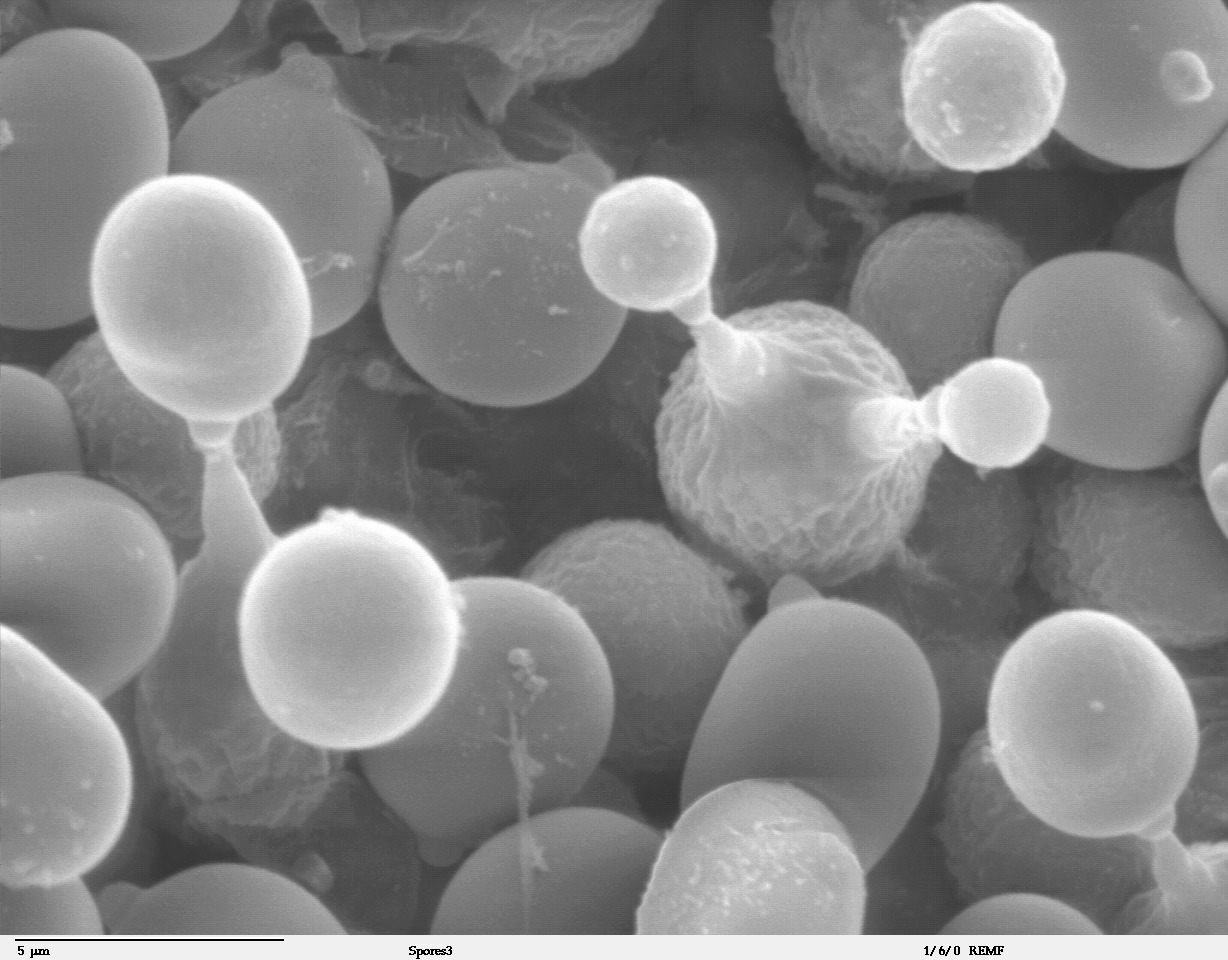
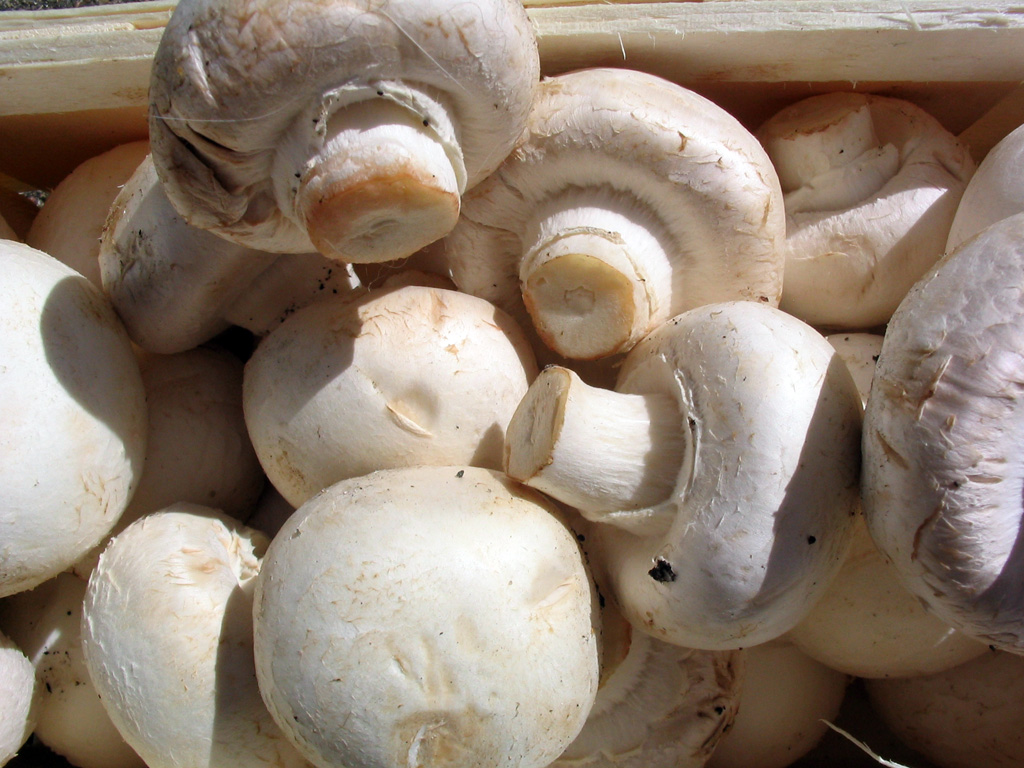
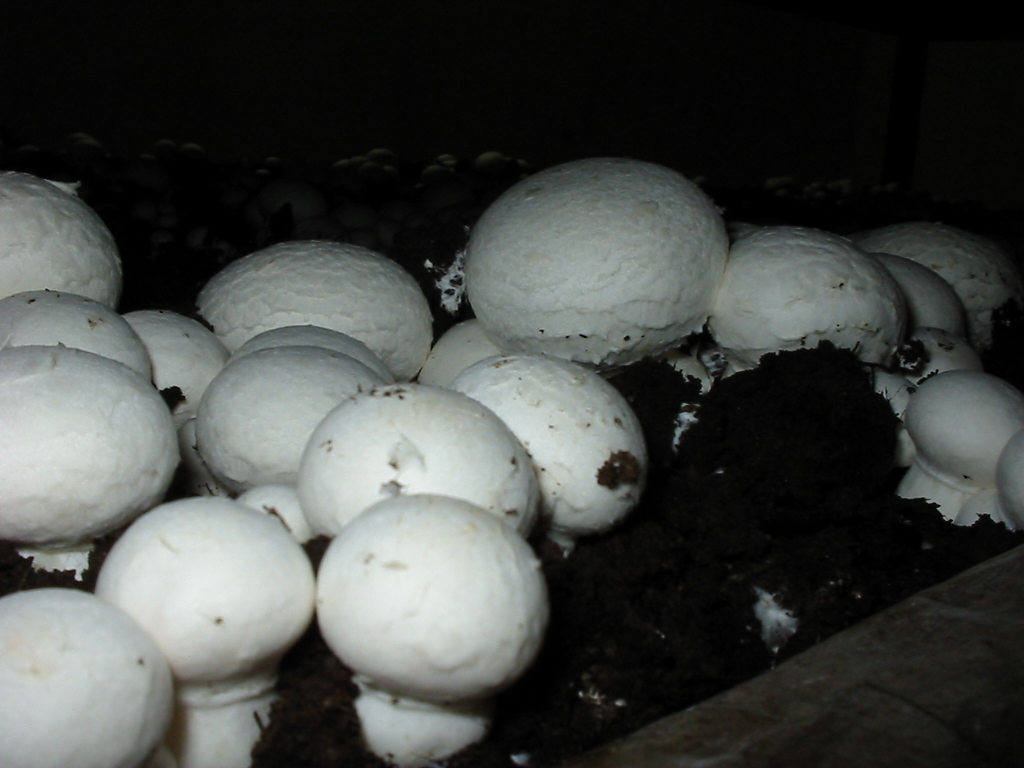
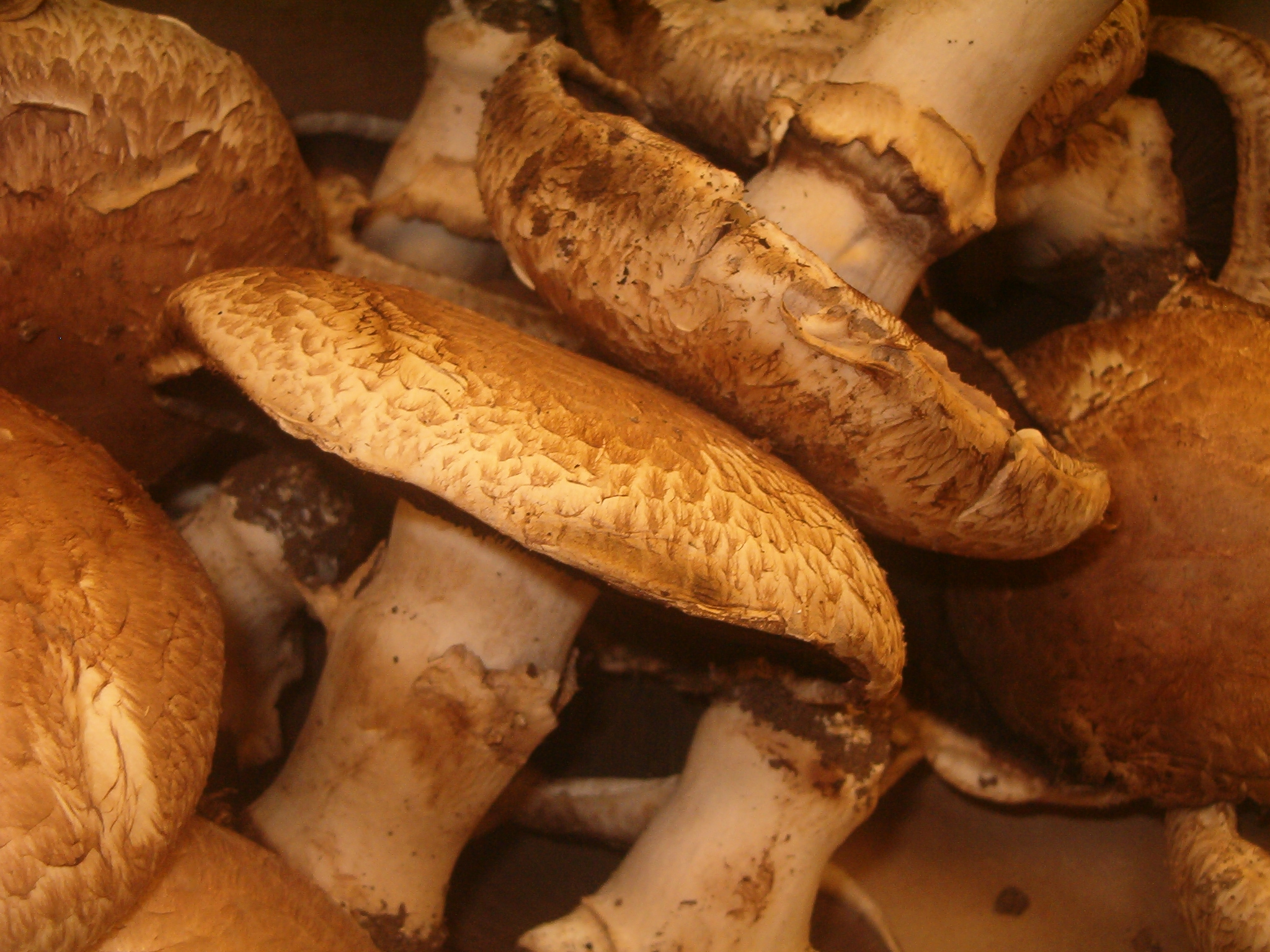
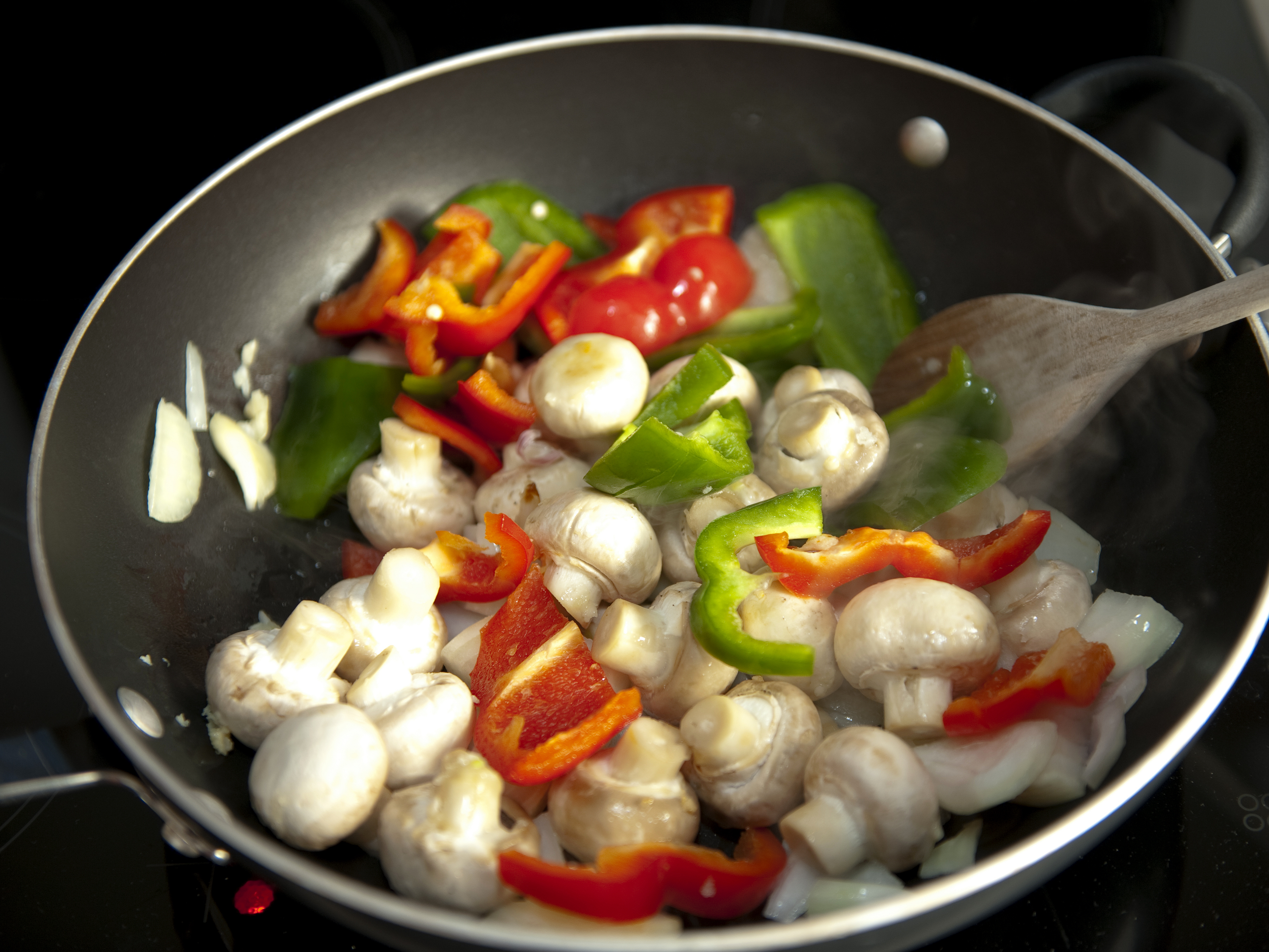
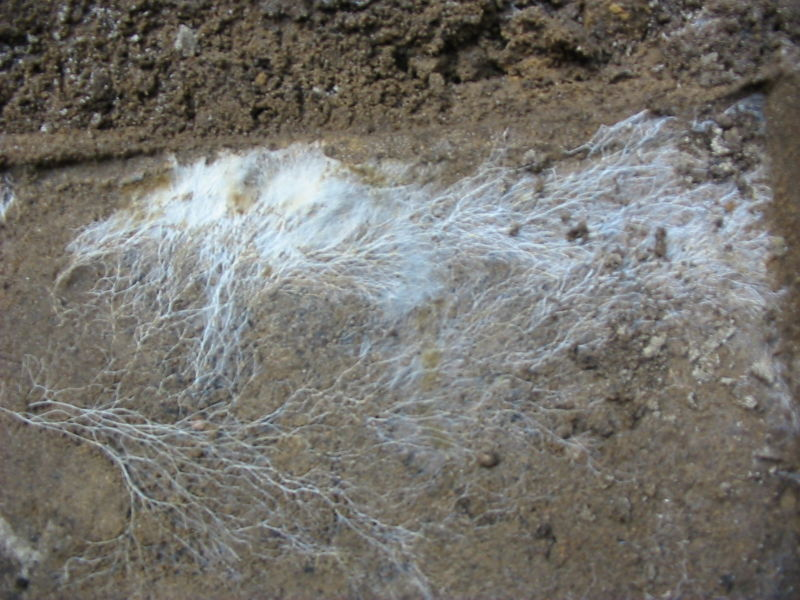
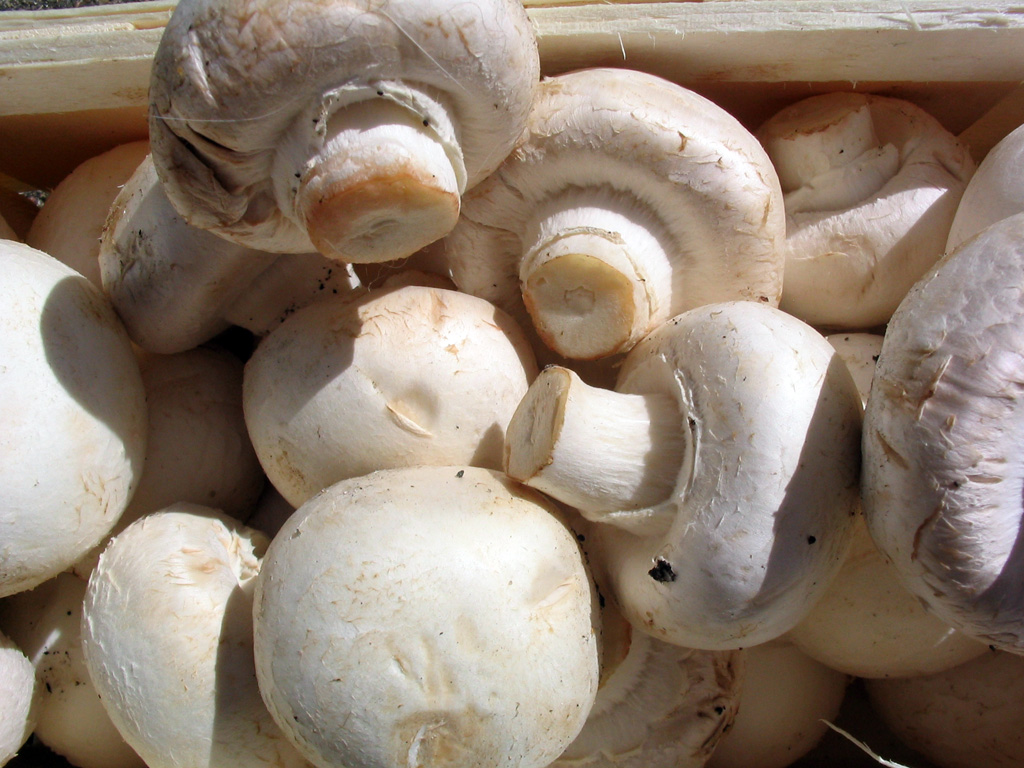
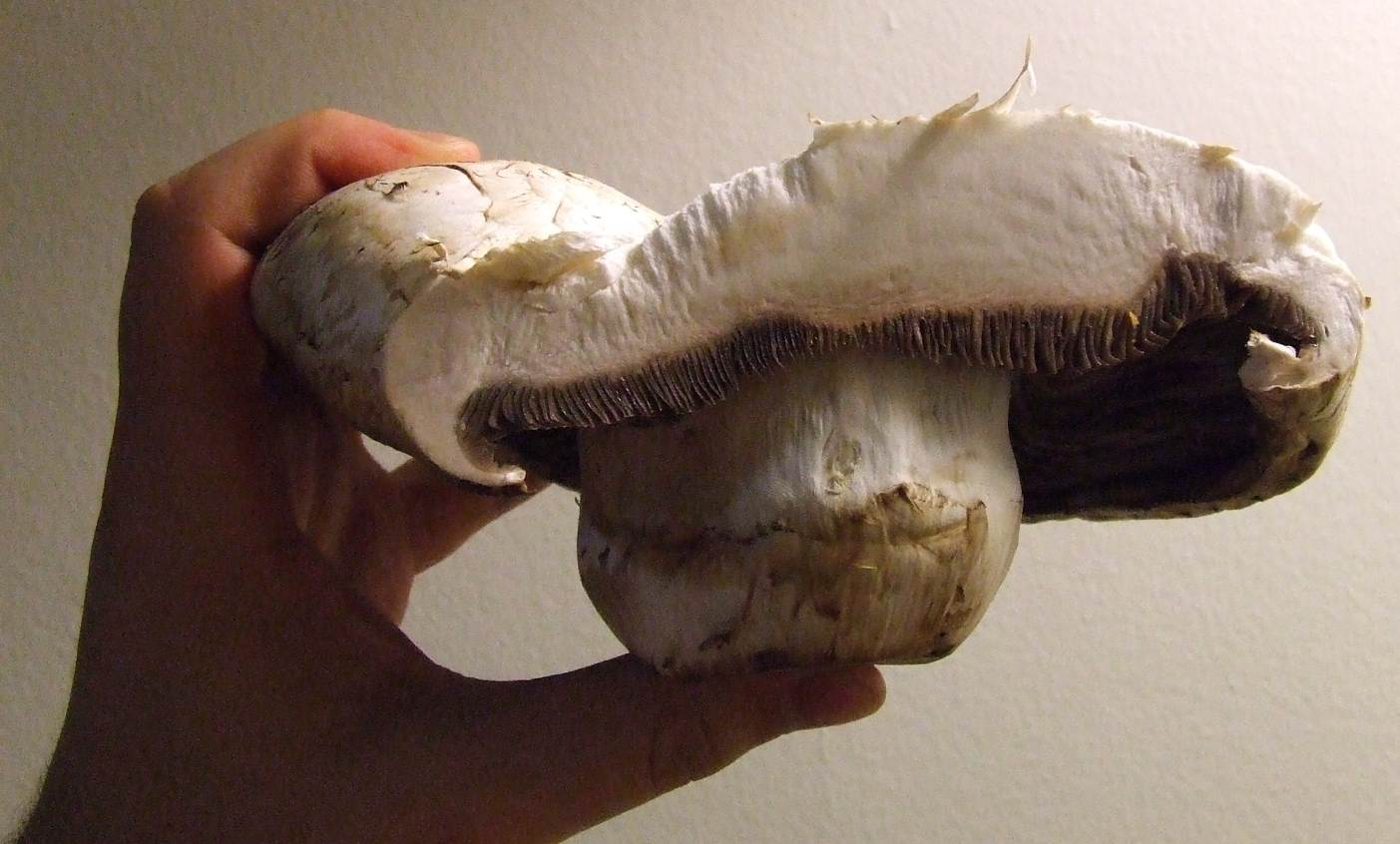